# Распознавание рукописного ввода
Распознавание рукописного ввода — способность компьютера получать и интерпретировать рукописный ввод. Распознавание текста может производиться «офлайновым» методом из уже написанного на бумаге текста (см. оптическое распознавание символов) или «онлайновым» методом считыванием движений кончика ручки, к примеру по поверхности специального компьютерного экрана.

## Онлайновое распознавание
Интерфейс онлайнового распознавания обычно состоит из:
- ручки или стилуса, которым пользователь осуществляет ввод
- поверхности, чувствительной к касаниям, которая может быть интегрирована с дисплеем
- программного обеспечения, которое интерпретирует движения стилуса по пишущей поверхности, переводя получившиеся линии в цифровой текст

Распознавание рукописного ввода широко используется в КПК. Первым КПК, который был способен распознавать рукописный ввод, является Apple Newton.

### Устройства
Серийные устройства, в которых в качестве альтернативы традиционному вводу с помощью клавиатуры использовался ввод рукописного текста появились в начале 1980-х. Это были, например, терминалы с рукописным вводом, такие как Pencept Penpad
и Inforite point-of-sale terminal.
С расширением рынка персональных компьютеров появились несколько коммерческих продуктов, призванных заменить клавиатуру и мышь на персональных компьютерах единственной системой, предоставляемые PenCept, CIC and others.
Первым, находящимся в открытой продаже, планшетным компьютером был GRiDPad от GRiD Systems, выпущенный в сентябре 1989. Его операционная система была основана на MS-DOS.
В начале 90-х производители аппаратного обеспечения, включая NCR, IBM и EO, выпустили планшетные компьютеры с операционной системой PenPoint, разработанной GO Corp. PenPoint использовала рукописный ввод повсюду и обеспечивала совместимость со сторонним программным обеспечением. Планшетный компьютер IBM был первым использующим ThinkPad и распознавание рукописного текста IBM. Эта система распознавания была позже портирована в Microsoft Windows for Pen Computing и IBM's Pen для OS/2. Ни одна из этих технологий не имела коммерческого успеха.
Развитие электроники позволило вычислительной мощности, необходимой для распознавания рукописного ввода, умещаться в меньшие размеры, чем у планшетных компьютеров, и использовать распознавание рукописного текста в качестве средства ввода для PDA. Первым PDA, обеспечивающим письменный ввод, был Apple Newton, который продемонстрировал общественности достоинства такого рода пользовательского интерфейса. Однако устройство не было коммерчески удачным вследствие несовершенства программного обеспечения, которое должно было пытаться изучить манеру письма пользователя. После разрыва с Apple Newton, технология была портирована в Mac OS X 10.2 и более поздние в виде технологии Inkwell (Macintosh).
Современная система распознавания рукописного текста включается в операционные системы Microsoft, используемые на планшетных компьютерах (см. Windows XP Tablet PC Edition и Windows Vista). Она основана на TDNN-классификаторе, названном «Inferno», созданном в Microsoft. Позже версия CalliGrapher, распознающего рукописных ввод программного обеспечения, используемого в Newton OS 2.0, была включена в качестве вторичного распознавателя. Новое поколение CalliGrapher в настоящее время разрабатывается для Windows Mobile корпорацией PhatWare.
Технология распознавания рукописного ввода «третьего поколения» riteScript, разработанная корпорацией EverNote в 2000—2004, включается в ritePen and EverNote. ritePen также включает технологию, позволяющую комбинировать riteScript со встроенным распознаванием рукописного текста Windows Vista, чтобы улучшить точность распознавания каждого движка распознавания рукописного текста.
Планшетный ПК — это ноутбук, снабженный дигитайзером и стилусом, позволяющий пользователю писать от руки текст на экране. Операционная система распознает рукописный текст и конвертирует его в машинный текст. Windows Vista и Windows 7 включают возможности персонализации, которые изучают особенности почерка пользователя и словари для английского, японского, китайского традиционного, китайского упрощенного, корейского и др. языков. (Windows 7 может распознавать рукописный текст на русском языке.) «Мастер персонализации» позволяет переобучить систему для более высокой точности распознавания рукописного текста, написанного определенным пользователем компьютера. Эта система отличается от менее развитой системы распознавания рукописного текста, используемой в Windows Mobile.
Хотя распознавание рукописного текста — средство ввода, к которому уже привыкла общественность, оно ещё не достигло широкого распространения в настольных компьютерах и ноутбуках. Все ещё считается, что ввод с помощью клавиатуры быстрее и надежнее. Сейчас существует множество PDA, поддерживающих иногда и естественный рукописный почерк, но точность все ещё не является очень высокой, из-за чего некоторые люди находят даже простую экранную клавиатуру более эффективной.

## Оффлайн распознавание
Этот вид распознавания считается более сложным по сравнению с онлайн, так как для офлайн распознавания требуется обучение системы распознавания человеком или готовая обучающая выборка. Подобный механизм реализован в ABBYY FineReader. Качество распознавания можно повысить, используя структурированные документы (формы). Кроме того, можно улучшить качество, уменьшив диапазон возможных вводимых символов. Применяется в сферах деятельности, где необходимо обрабатывать большое количество рукописных документов, к примеру, в страховых компаниях.